# مقبرة 2

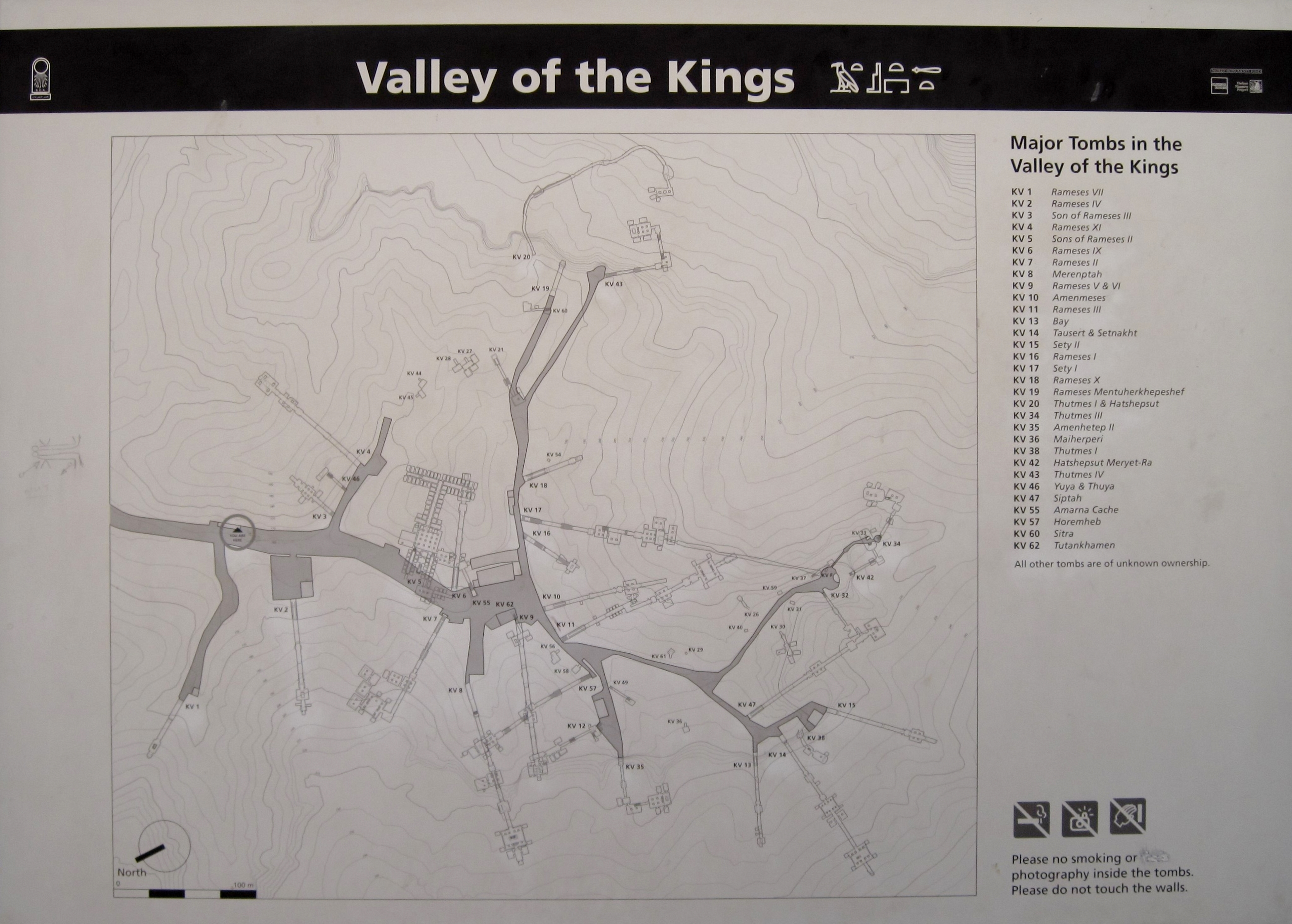
خريطة وادي الملوك.

مقبرة رمسيس الرابع أو مقبرة 2 وتعرف عالميا باسم KV2 ، وتقع في وادي الملوك بمصر وتحديدا أسفل الوادي الشرقي بين مقبرة 7 ومقبرة 1. وهي المقبرة الملكية للفرعون رمسيس الرابع ثالث ملوك الأسرة العشرون، والمقبرة مفتوحة منذ العصور القديمة وعثر بداخلها على العديد من النقوش بلغات مختلفة (كاليونانية والفينيقية والقبطية) تركها زوار المقبرة.

## تفاصيل
معظم مقبرة رمسيس الرابع في حالة جيدة، وهي مليئة بالرسومات والكتابات على جدرانها، وكلها تسرد معلومات خاصة عن الإله رع. من ضمن تلك الرسومات مشاهد من كتاب الكهوف وكتاب الموتى وكتاب الآخرة، وكتاب السماء.

## العثور عليها
لم تسلم مقبرة رمسيس الرابع من سرقة اللصوص في القديم، وعندما وجد الكهنة المقبرة مفتوحة ومسروقة أخذوا مومياء رمسيس الرابع وحافظوا عليها في المقبرة 35 حتى لا تمتد إليها يد اللصوص مرة ثانية.
وفي عصرنا الحديث يعتبر «كلود سيكارد» أول من زارها، كما زارها عدة باحثون آخرون إلى أن قام هوارد كارتر برؤية ما فيها وكتب عنها في عام 1920، سنتين قبل اكتشافه لمقبرة توت عنخ آمون.

## خطط فرعونية للمقبرة
عثر على خطتين عن تكوين المقبرة قديمة يرجع تاريخهما إلى وقت تشييدها. واحدة منها على ورقة بردي موجودة الآن في المتحف المصري في تورينو. تلك المخطوطة تعطي رسما مفصلا للمقبرة بمقياس رسم 1:28. وهي تبين جميع الممرات والحجرات وبمقاييس فرعونية. كما تصف مخطوطة البردي تابوت رمسيس الرابع وأنه كان مكونا من أربعة توابيت داخل بعضها البعض، على النحو الذي وجدنا فيه مومياء توت عنخ آمون.

أما المخطط الآخر فهو مرسوم على لوح من الحجر الجيري، وجد على مسافة ليست كبيرة من مدخل المقبرة. تعطي تلك المخطوطة رسما تقريبيا للمقبرة وتصف أماكن الأبواب فيها. ربما كانت تلك اللوحة خاصة بأحد العاملين في القدم.
ولكن مخطط ورقة البردي، الموجود الآن في متحف تورينو بإيطاليا فربما كان له دورا في طقوس الدفن.

## معرض صور

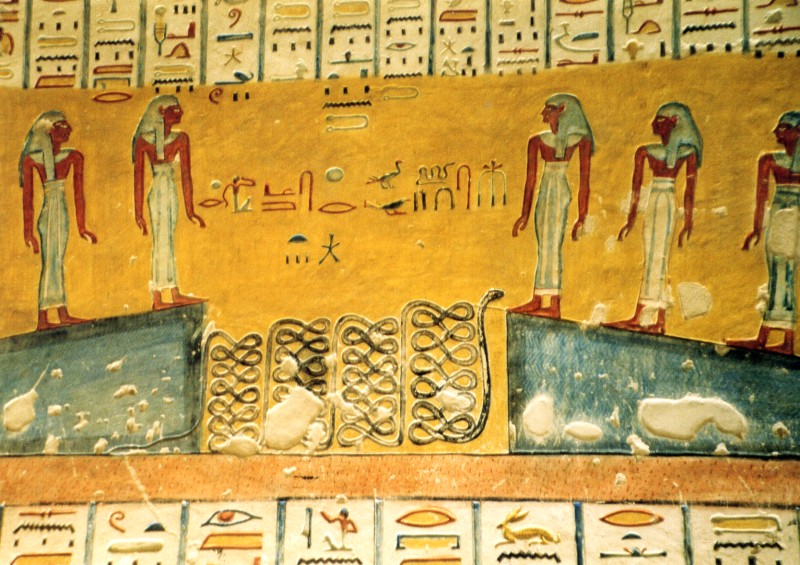
المقبرة KV2
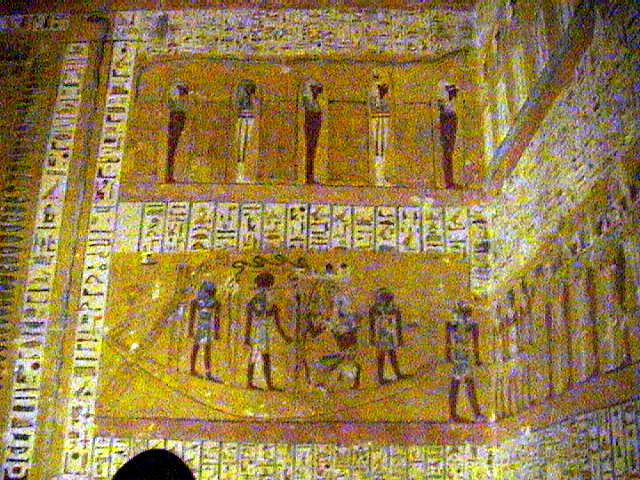
مشاهد جنائزية مرسومة على حوائط مقبرة رعمسيس الرابع
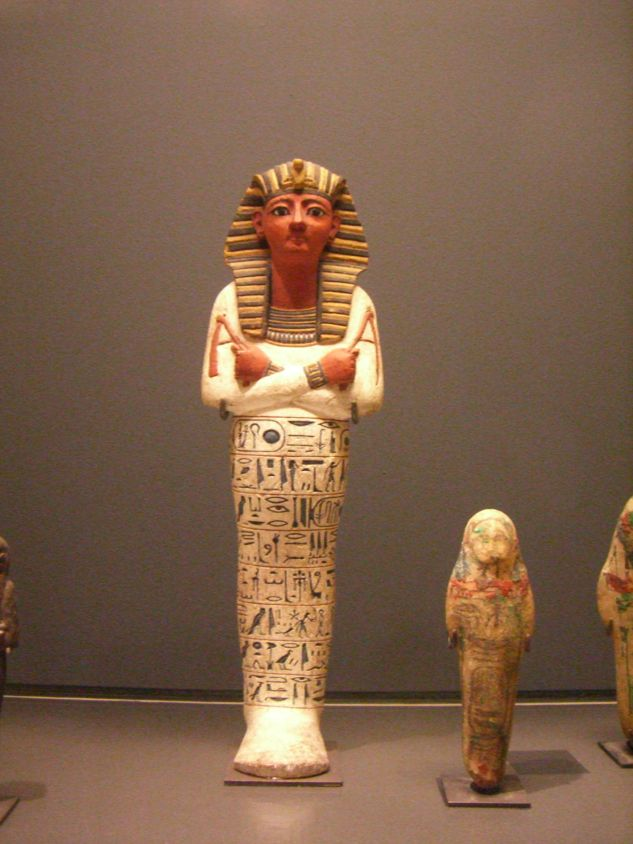
أوشبتي من مقبرة رمسيس الرابع (متحف اللوفر)

## اقرأ أيضا
- قائمة الدفن في وادي الملوك
- مقبرة توت عنخ آمون
- مقبرة تحتمس الثالث

## المطبوعات
- Reeves, N & Wilkinson, R.H. The Complete Valley of the Kings, 1996, Thames and Hudson, London
- Siliotti, A. Guide to the Valley of the Kings and to the Theban Necropolises and Temples, 1996, A.A. Gaddis, Cairo

## وصلات خارجية
- مشروع تخطيط طيبة: مقبرة 2 - يضم وصفا وصورا وخرائط للمقبرة.